# Clibanornis
Clibanornis – rodzaj ptaków z rodziny garncarzowatych (Furnariidae).

## Występowanie
Rodzaj obejmuje gatunki występujące w krainie neotropikalnej – Meksyku, Ameryce Centralnej i Południowej.

## Morfologia
Długość ciała 17–22 cm, masa ciała 23–54 g.

## Systematyka

### Nazewnictwo
Nazwa rodzajowa jest połączeniem słów z języka greckiego: κλιβανος klibanos – „piec, piecyk do pieczenia” oraz ορνις ornis – „ptak”.

### Podział systematyczny
Gatunkiem typowym jest Anabates dendrocolaptoides. Do rodzaju należą następujące gatunki:
- Clibanornis rectirostris (zu Wied, 1831) – kokotnik
- Clibanornis dendrocolaptoides (von Pelzeln, 1859) – terkotnik
- Clibanornis erythrocephalus (Chapman, 1919) – skrytogąszcz rudogłowy
- Clibanornis rubiginosus (Sclater,PL, 1857) – skrytogąszcz ciemny
- Clibanornis rufipectus (Bangs, 1898) – skrytogąszcz kolumbijski